# 勞塔羅 (智利)

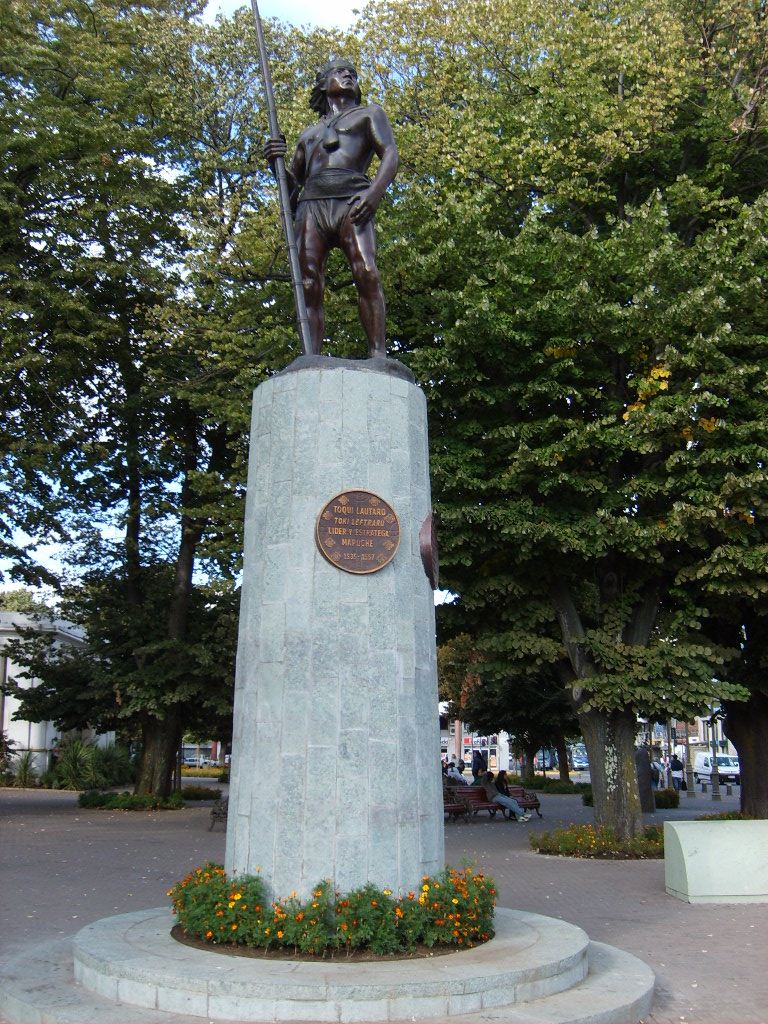

勞塔羅，是智利的城市，位於該國南部阿勞卡尼亞大區的考丁省，始建於1881年，面積901.1平方公里，海拔高度234米，2012年人口34,268人，人口密度每平方公里38人。该称得名于马普切人劳塔罗。
38°31′S 72°27′W / 38.517°S 72.450°W